# Fringillidae
Los fringílidos (Fringillidae) son una familia de aves paseriformes (Orden Passeriformes) abundantes en el hemisferio norte y África.
Suelen poseer un fuerte pico, generalmente cónico, que en algunas especies puede ser de considerable longitud. Tienen un modo de volar característico, basado en ondulaciones. Suelen anidar en árboles, por lo que son más comunes en bosques. Pertenecen a esta familia los canarios, los jilgueros o los pinzones, entre muchos otros.
Muchas aves de otras familias también se denominan comúnmente "pinzones". Entre estos grupos se incluyen los pinzones estrildidoses (Estrildidae) de los trópicos del Viejo Mundo y Australia; algunos miembros de la familia cacareo del Viejo Mundo (Emberizidae) y de la familia gorrión del Nuevo Mundo (Passerellidae); y los pinzones de Darwin de las Galápagos, ahora considerados miembros de la familia de las tangaras (Thraupidae).
Los pinzones y los canarios se utilizaron en el Reino Unido, Estados Unidos y Canadá en la minería del carbón para detectar monóxido de carbono desde el siglo XVIII hasta el XX. Esta práctica cesó en el Reino Unido en 1986.

## Descripción
Los pinzones verdaderos "clásicos" más pequeños son el lúgano andino (Spinus spinescens) de tan sólo 9,5 cm (3,8 pulg) y el jilguero menor ('Spinus psaltria) de tan sólo 8 g (0,3 oz). La especie más grande es probablemente el picogordo de collar (Mycerobas affinis ) con hasta 24 cm (9,4 plg) y 83 g (2,9 oz), aunque las longitudes son mayores, hasta 25,5 cm (10,0 plg) en el picogordo de los pinos (Pinicola enucleator), y los pesos, hasta 86,1 g (3 oz) en el pico picapinos (Hesperiphona vespertina), se han registrado en especies que son ligeramente más pequeñas en promedio. Suelen tener picos fuertes y rechonchos, que en algunas especies pueden ser bastante grandes; sin embargo, los trepadores hawaianos son famosos por la amplia gama de formas y tamaños de pico provocada por la radiación adaptativa. Todos los pinzones verdaderos tienen 9 plumas rémiges primarias y 12 réctrices. El color básico del plumaje es parduzco, a veces verdoso; muchos tienen cantidades considerables de negro, mientras que el plumaje blanco está generalmente ausente excepto como barras alares u otras marcas de señalización. Los pigmentos carotenoides amarillos y rojos son brillantes. Los pigmentos amarillos y rojos brillantes son comunes en esta familia, por lo que los colores estructurales azules son bastante raros, ya que los pigmentos amarillos convierten el color azul en verde. Muchos, aunuqe no todos, los pinzones verdaderos tienen un fuerte dicromatismo sexual, las hembras típicamente carecen de las marcas carotenoides brillantes de los machos.

## Distribución geográfica y hábitat

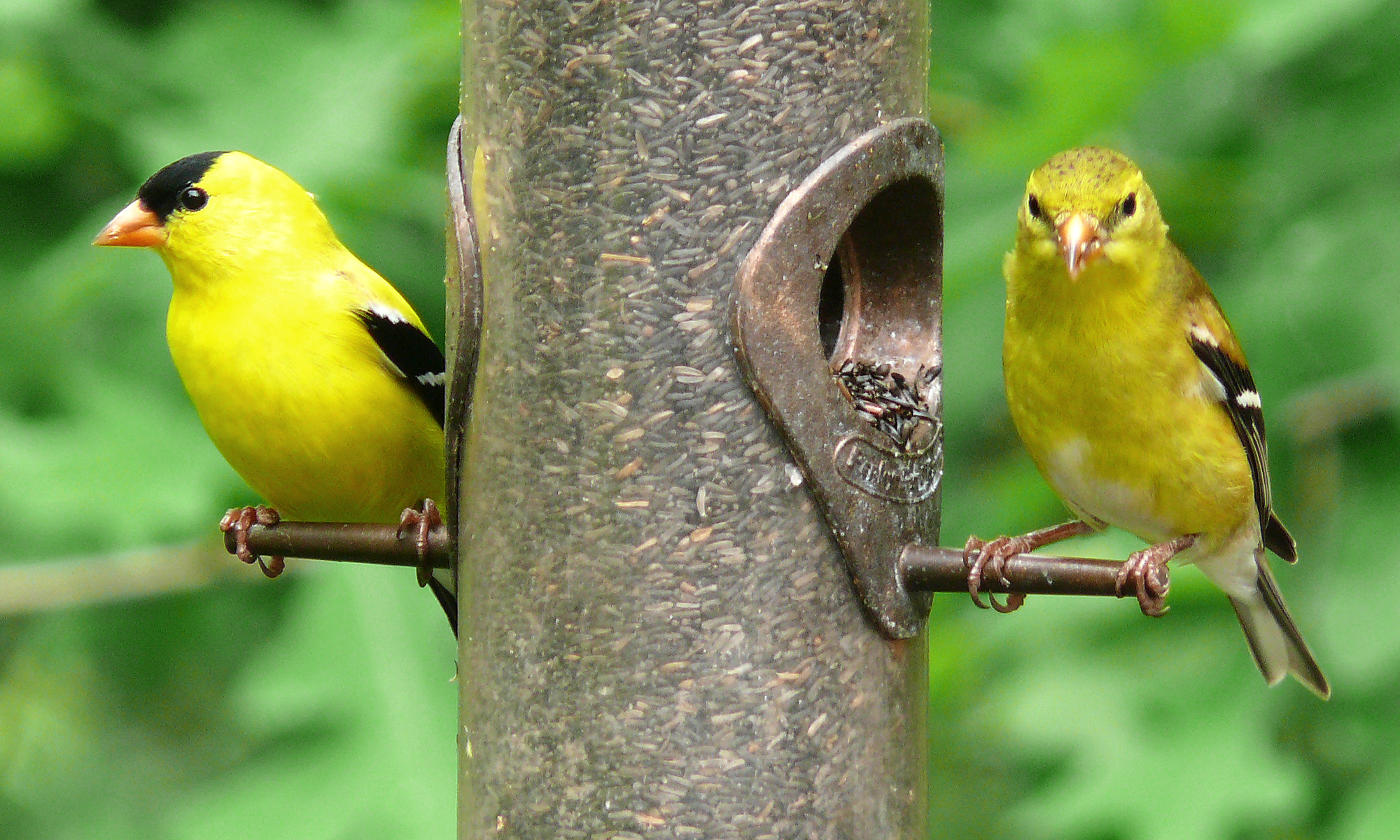
Jilguero americano (Spinus tristis) macho (izquierda) y hembra (derecha) en el condado de Johnston, Carolina del Norte, EE. UU.

Los pinzones tienen una distribución casi mundial, encontrándose en toda América, Eurasia y África, así como en algunos grupos de islas, como las hawaianas. Están ausentes de Australasia, la Antártida, el Pacífico Sur y las islas del océano Índico, aunque algunas especies europeas han sido ampliamente introducidas en Australia y Nueva Zelanda.
Los pinzones son típicos habitantes de zonas bien arboladas, pero algunos pueden encontrarse en montañas o incluso en desiertos.

## Comportamiento
Las especies adscritas a este grupo son en su mayoría aves alegres y vivaces, que se mueven durante el día en parejas o incluso en grupos bastante grandes, emitiendo casi constantemente cantos y llamadas melodiosos. La mayoría son buenas cantoras y muchas de ellas se han convertido en aves de jaula comunes domesticadas; la más destacado es el canario domesticado (Serinus canaria domestica).
Los pinzones son principalmente granívoros, pero euphoniines incluyen cantidades considerables de artrópodos y bayas en su dieta, aunque algunos han evolucionado como los meleros hawaianos para utilizar una amplia gama de fuentes de alimento como insectos y frutas, incluyendo néctar. A pesar de ser granívoros mayoritariamente, la dieta de los polluelos (nidícolas, ciegos y sin plumas cuando nacen) de Fringillidae incluye una cantidad variable de pequeños artrópodos.
Los pinzones verdaderos tienen un vuelo de rebote como la mayoría de los paseriformes pequeños, alternando episodios de aleteo rápido con el planeo con las alas cerradas. 
Los nidos tienen forma de cesta y suelen construirse en árboles, más raramente en arbustos, entre rocas o en sustratos similares.
A pesar del dimorfismo sexual muy marcado, los pinzones son aves monógamas, los machos conquistan a las hembras con cantos y participan con ellas en la construcción del nido y el cuidado de las crías.

## Taxonomía y sistemática

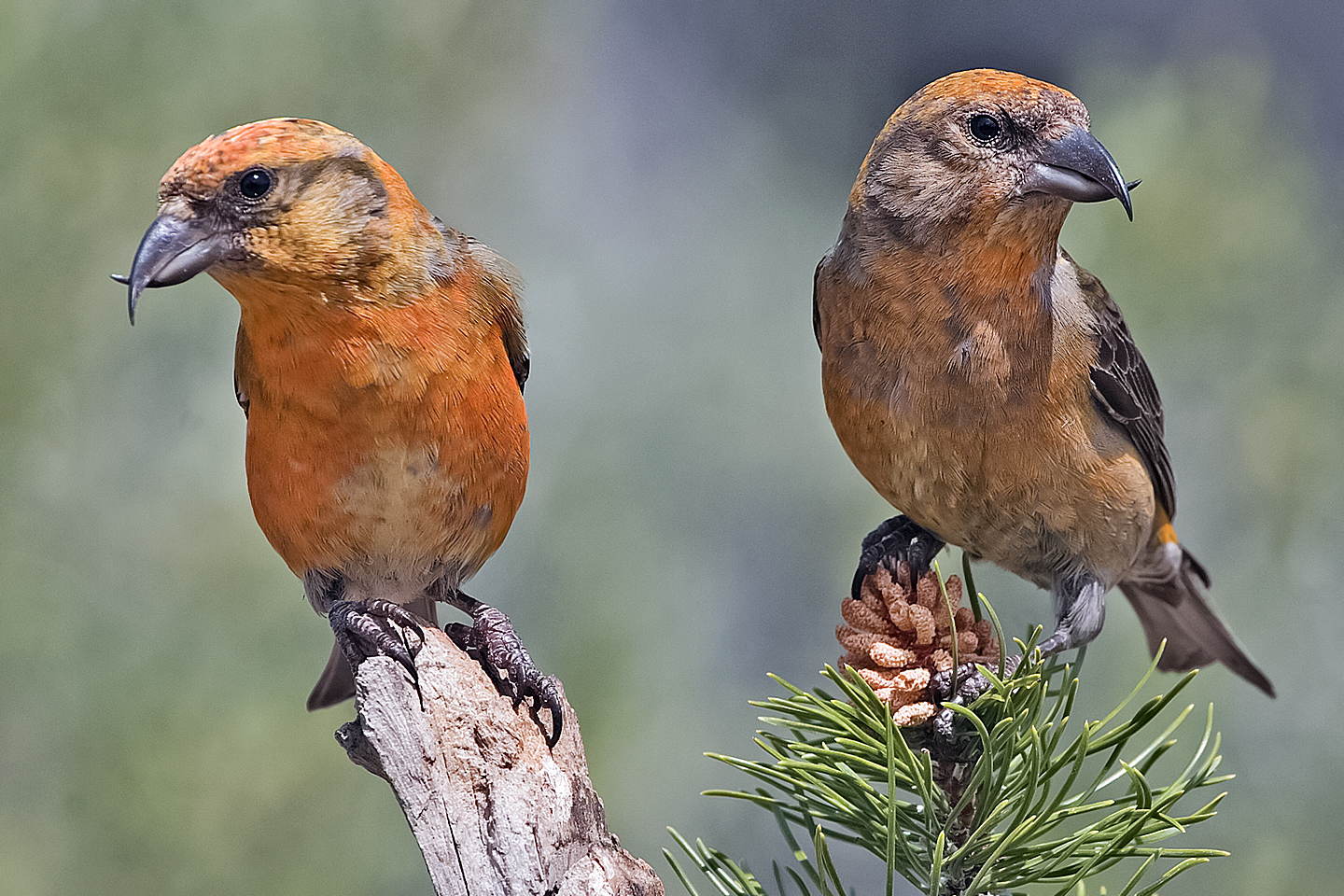
Machos de piquituerto (Loxia curvirostra).

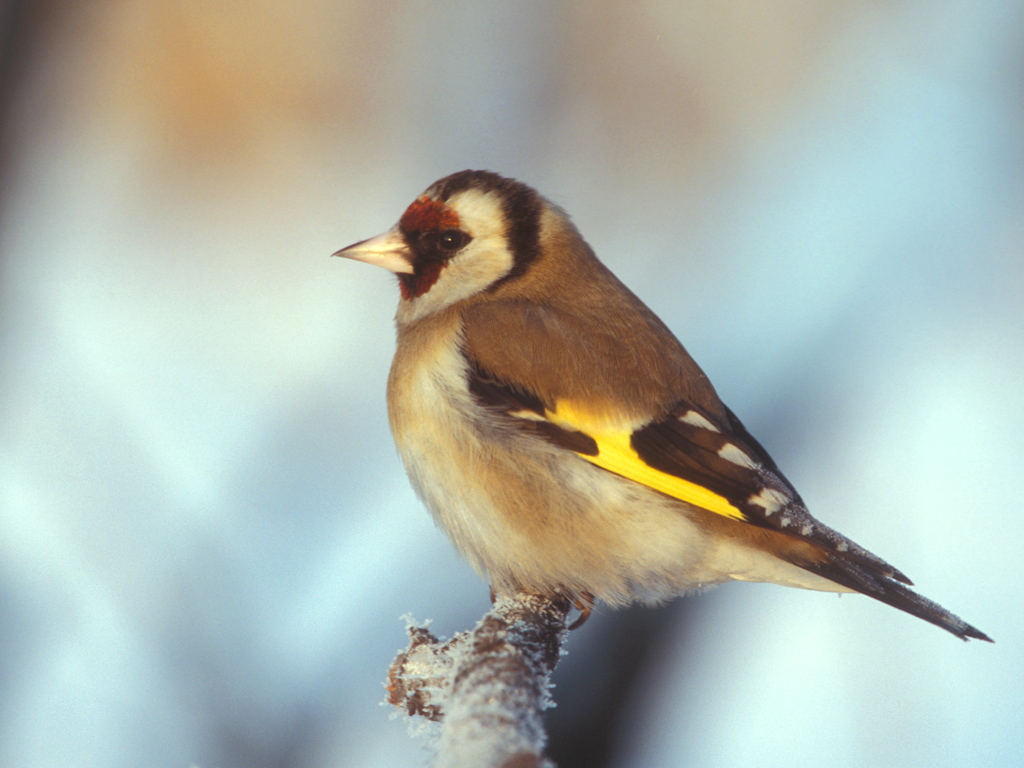
Jilguero común (Carduelis carduelis).

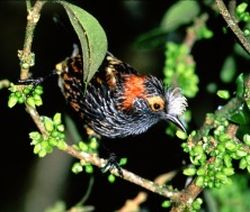
Palmeria dolei.

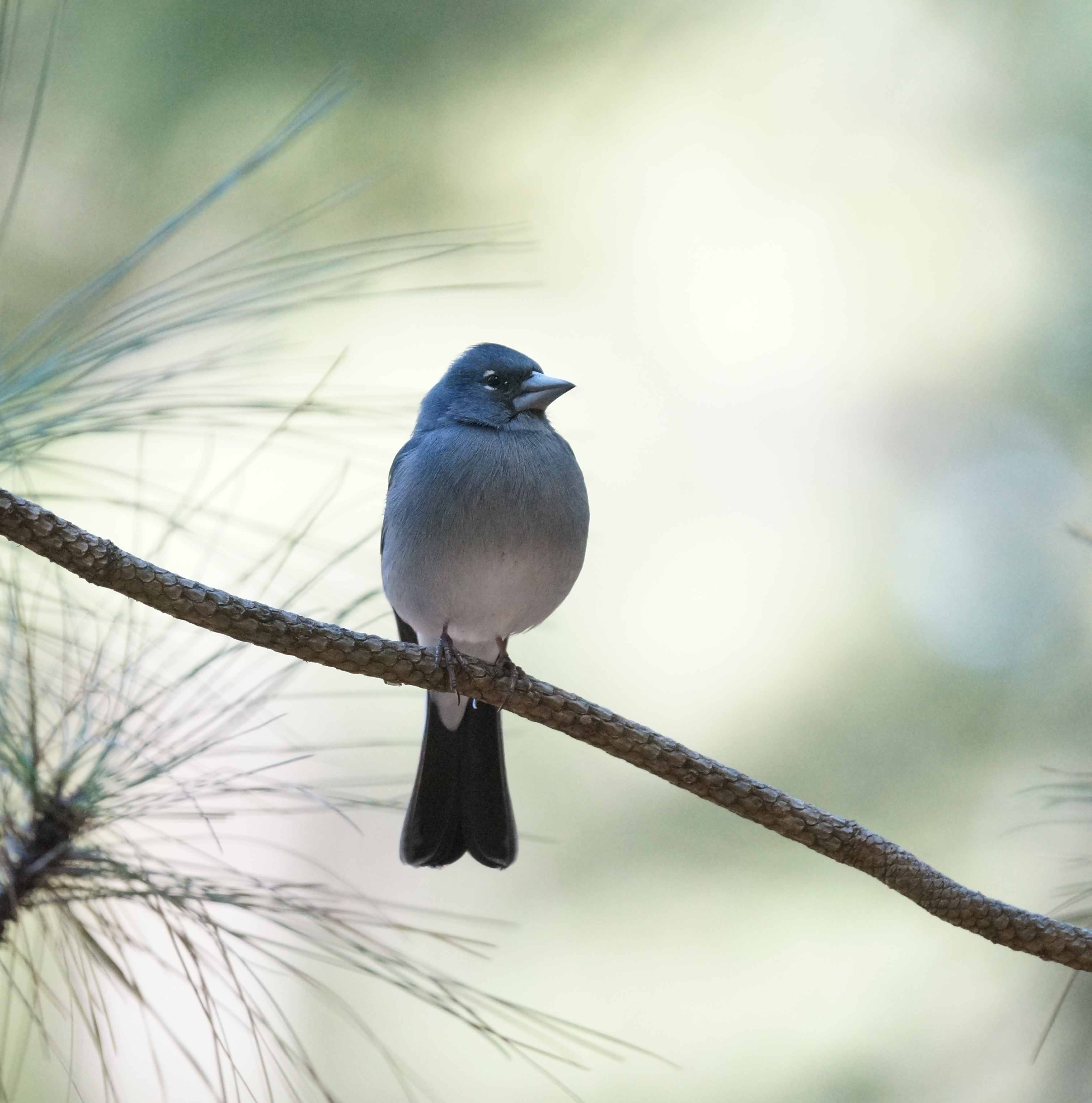
Pinzón azul de Tenerife (Fringilla teydea).

El nombre Fringillidae para la familia de los pinzones fue introducido en 1819 por el zoólogo inglés William Elford Leach en una guía de los contenidos del Museo Británico. La taxonomía de la familia, en particular de los pinzones carduelinos, tiene una larga y complicada historia. El estudio de la relación entre los taxones se ha visto confundido por la recurrencia de morfologías similares debido a la convergencia de especies que ocupan nichos similares.En 1968 el ornitólogo estadounidense Raymond Andrew Paynter, Jr. escribió:

Los límites de los géneros y las relaciones entre las especies se comprenden menos -y están sujetos a más controversia- en los carduelinos que en cualquier otra especie de paseriformes, con la posible excepción de los estrildinos [waxbills].

A partir de 1990, una serie de estudios filogenéticos basados en secuencias de ADN mitocondrial y nuclear dieron lugar a revisiones sustanciales de la taxonomía. Se descubrió que varios grupos de aves que anteriormente se habían asignado a otras familias estaban emparentados con los pinzones. Las aves neotropicales Euphonia y la Chlorophonia se incluían antes en la familia de las tangaras Thraupidae debido a su aspecto similar, pero el análisis de las secuencias de ADN mitocondrial reveló que ambos géneros estaban más emparentados con los pinzones. Ahora se colocan en una subfamilia separada Euphoniinae dentro de los Fringillidae. Los trepamieleros hawaianoss se incluyeron en su día en su propia familia, Drepanididae, pero se descubrió que estaban estrechamente emparentados con los Carpodacus escaramujos y ahora se incluyen en la subfamilia Carduelinae. Los tres géneros más grandes, Carpodacus, Carduelis y Serinus resultaron ser polifiléticos. Cada uno de ellos se dividió en géneros monofiléticos. Los escaramujos americanos se trasladaron de Carpodacus a Haemorhous. Carduelis se dividió trasladando los verderones a Chloris y un gran clado a Spinus] dejando sólo tres especies en el género original. Treinta y siete especies fueron trasladadas de 'Serinus a Crithagra dejando ocho especies en el género original. Hoy en día la familia Fringillidae se divide en tres subfamilias, la Fringillinae que contiene un único género con los pinzones, la Carduelinae que contiene 183 especies divididas en 49 géneros, y la Euphoniinae que contiene la Euphonia y la Chlorophonia.
La sistemática de esta familia es complicada y hay múltiples divergencias entre las diferentes clasificaciones propuestas por los expertos. Tiene 51 géneros, 225 especies y 407 subespecies.
- Familia Fringillidae

- Género Acanthis (2 especies con 6 subespecies)
- Género Agraphospiza (1 especie)
- Género Akialoa (4 especies)
- Género Bucanetes (2 especies con 4 subespecies)
- Género Callacanthis (1 especie)
- Género Carduelis (3 especies con 14 subespecies)
- Género Carpodacus (26 especies con 37 subespecies)
- Género Chloridops (1 especie) †
- Género Chloris (5 especies con 19 subespecies)
- Género Chlorodrepanis (3 especies con 2 subespecies)
- Género Chlorophonia (5 especies con 7 subespecies)
- Género Chrysocorythus (1 especie)
- Género Ciridops (1 especie) †
- Género Crithagra (37 especies)
- Género Coccothraustes (1 especie con 6 subespecies)
- Género Drepanis (2 especies) †
- Género Dysmorodrepanis (1 especie) †
- Género Eophona (2 especies con 4 subespecies)
- Género Euphonia (27 especies con 55 subespecies)
- Género Fringilla (4 especies con 21 subespecies)
- Género Haemorhous (3 especies con 14 subespecies)
- Género Hemignathus (4 especies con 4 subespecies)
- Género Hesperiphona (2 especies con 7 subespecies)
- Género Himatione (2 especies con 2 subespecies)
- Género Leucosticte (7 especies con 23 subespecies)
- Género Linaria (4 especies con 18 subespecies)
- Género Linurgus (1 especie con 4 subespecies)
- Género Loxia (5 especies con 23 subespecies)
- Género Loxioides (1 especie)
- Género Loxops (5 especies)
- Género Magumma (1 especie)
- Género Melamprosops (1 especie)
- Género Mycerobas (4 especies con 3 subespecies)
- Género Oreomystis (1 especie)
- Género Palmeria (1 especie)
- Género Paroreomyza (3 especies con 2 subespecies)
- Género Pinicola (1 especie con 10 subespecies)
- Género Procarduelis (1 especie con 2 subespecies)
- Género Pseudonestor (1 especies)
- Género Psittirostra (1 especie)
- Género Pyrrhoplectes (1 especie)
- Género Pyrrhula (7 especies con 20 subespecies)
- Género Rhodacanthis (2 especies) †
- Género Rhodopechys (2 especies)
- Género Rhodospiza (1 especie)
- Género Rhynchostruthus (3 especies)
- Género Serinus (8 especies con 7 subespecies)
- Género Spinus (20 especies con 34 subespecies)
- Género Telespiza (2 especies)
- Género Vestiaria (1 especie)
- Género Viridonia (1 especie)

## Filogenia
La filogenia de este grupo se ha estudiado en artículos como Zuccon et al. de 2012 Lerner et al. de 2011 y Pratt de 2014.
El género Carpodacus se expande para incluir el pinzón de Przhevalsky Urocynchramus pylzowi, como sugiere Tietze et al y fue adoptado por la Unión Ornitológica Internacional (en inglés International Ornithological Committee).

## Registro fósil
Los restos fósiles de pinzones verdaderos son raros, y los que se conocen pueden asignarse en su mayoría al menos a géneros existentes. Al igual que las otras familias de Passeroidea, los verdaderos pinzones parecen tener un origen aproximadamente del Mioceno Medio, hace unos 20 a 10 millones de años (Ma). En Polgárdi, Hungría, se ha encontrado un fósil de pinzón no identificable de la era Messiniense, hace entre 12 y 7,3 millones de años (Ma) durante la subépoca del Mioceno tardío.

## Galería de imágenes

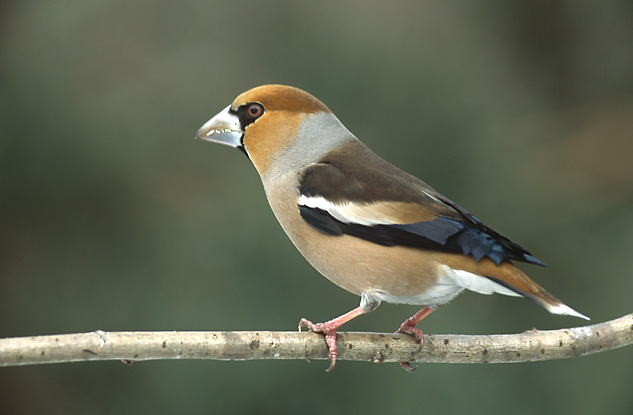
Picogordo común, Coccothraustes coccothraustes, una de las aves de pico grueso holoárticas
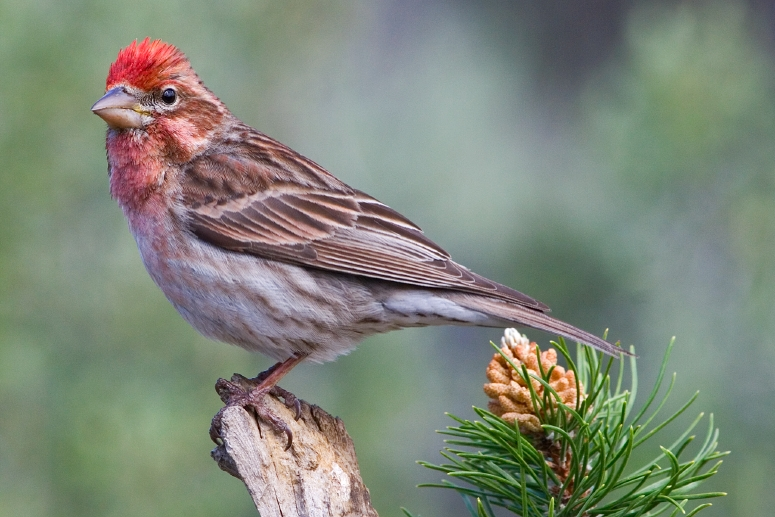
Camachuelo de Cassin (Haemorhous cassinii), un pinzón americano
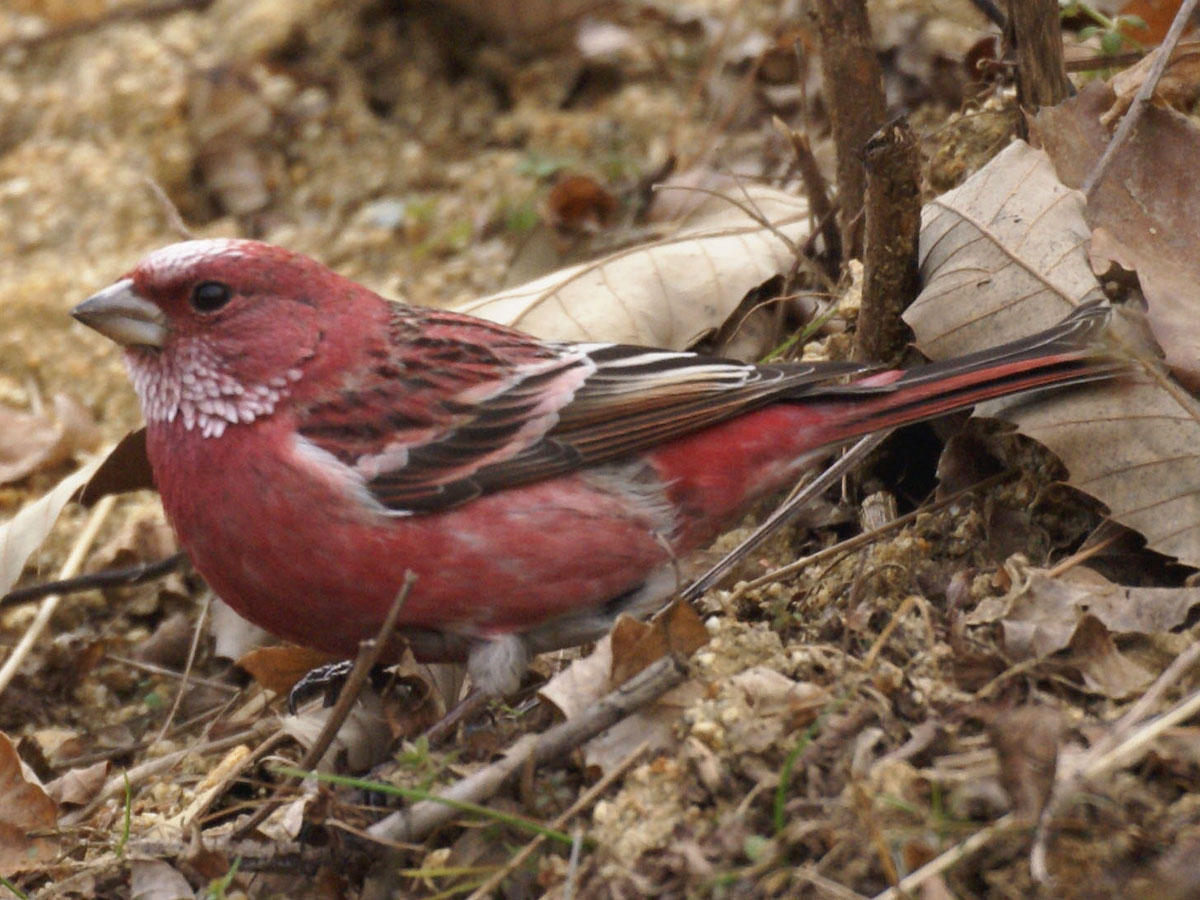
Camachuelo de Pallas (Carpodacus roseus), asiático
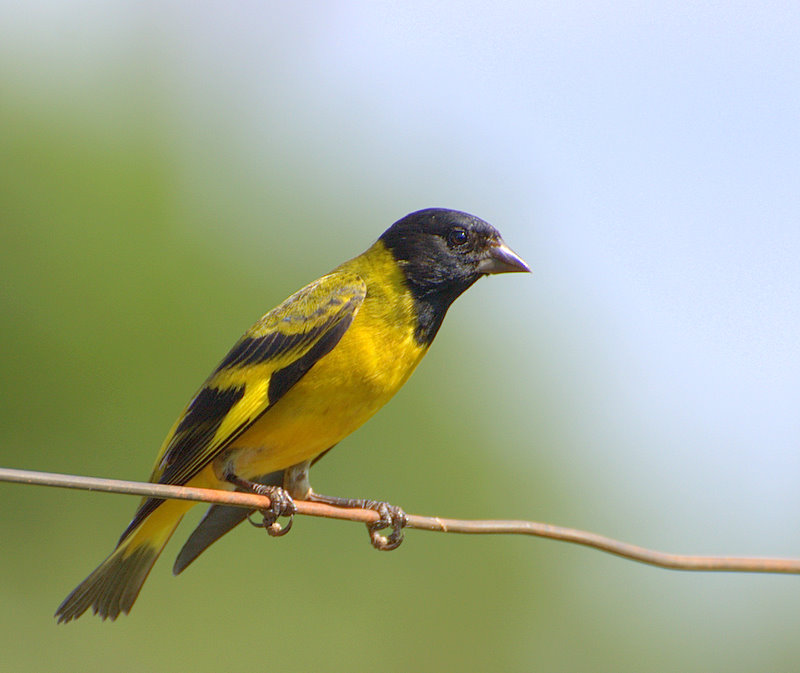
cabecita negra (Spinus magellanicus)
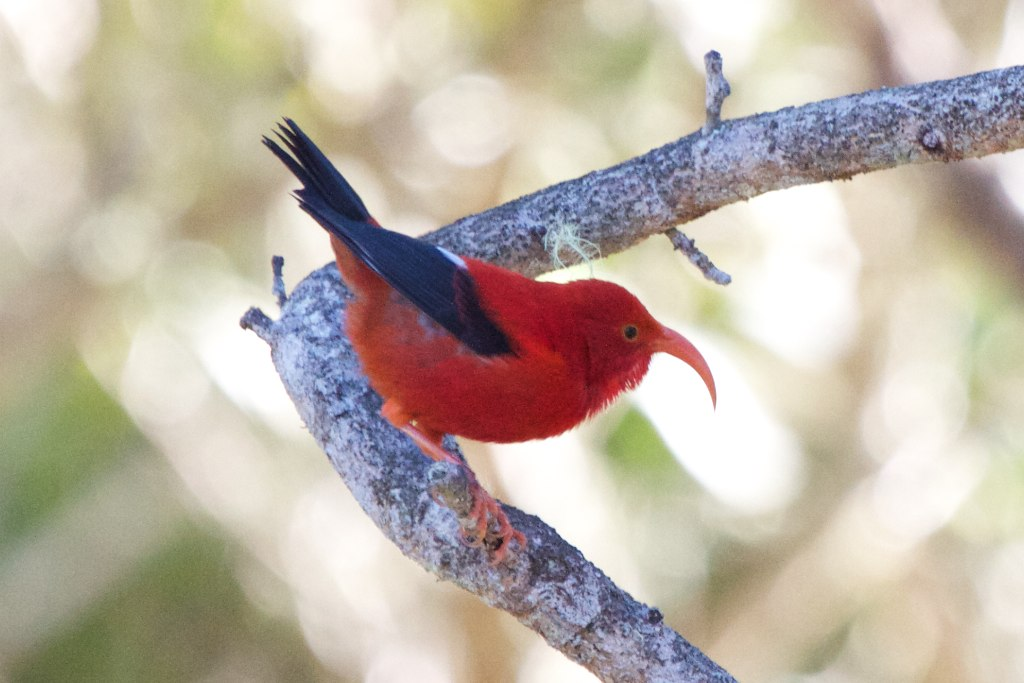
ʻIʻiwi (Drepanis coccinea), hawaiano
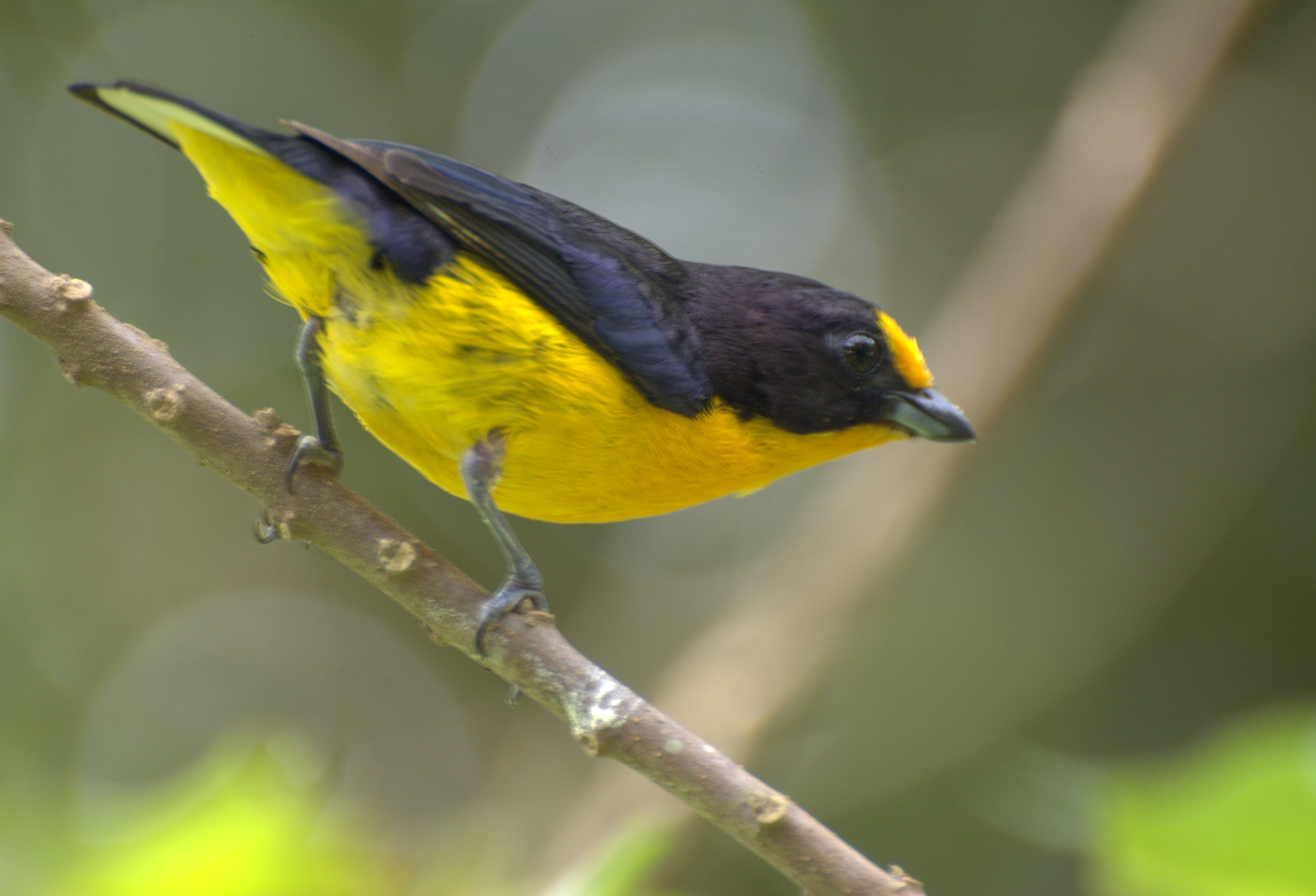
Un ejemplar macho de Euphonia violacea
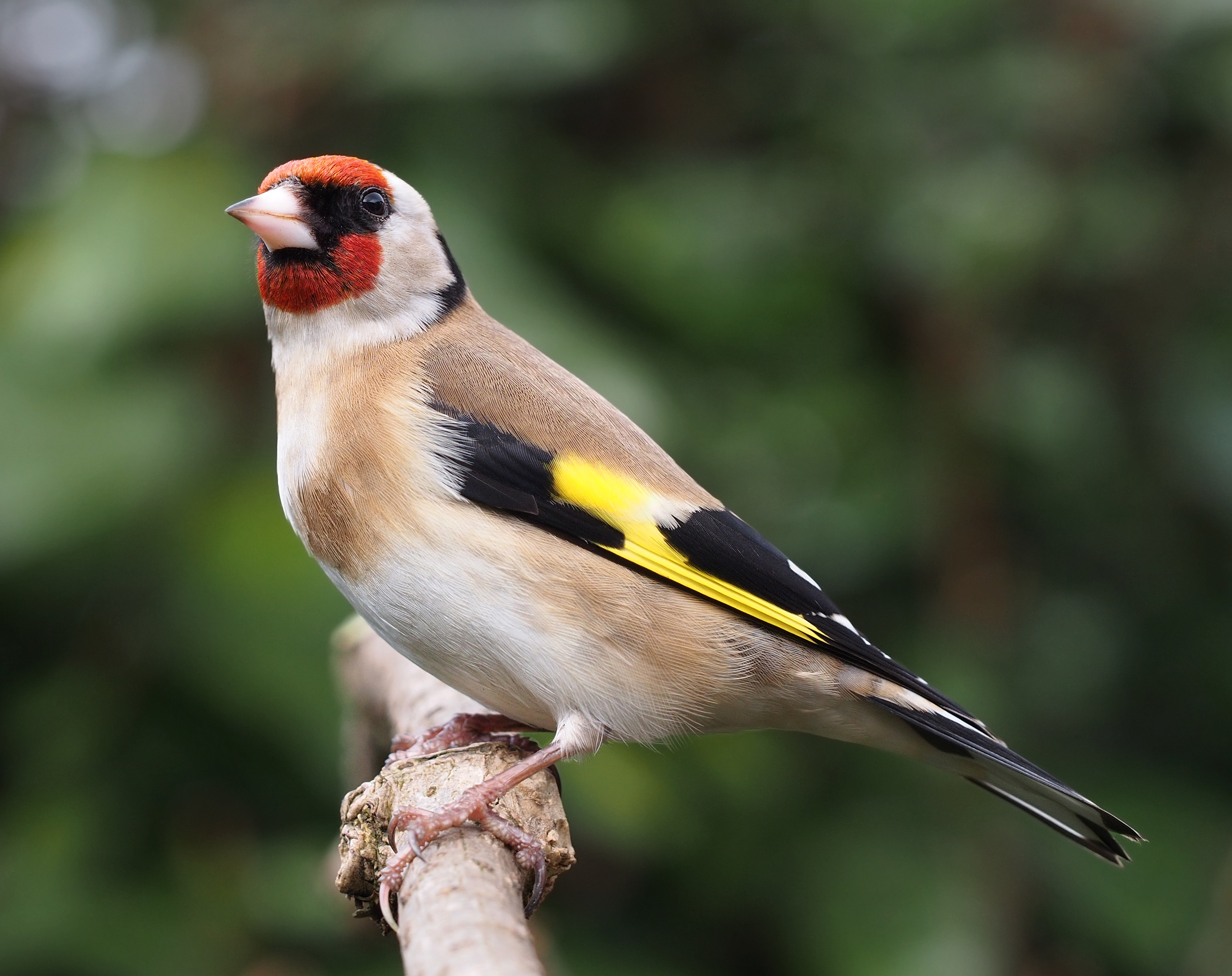
Un jilguero europeo (Carduelis carduelis)
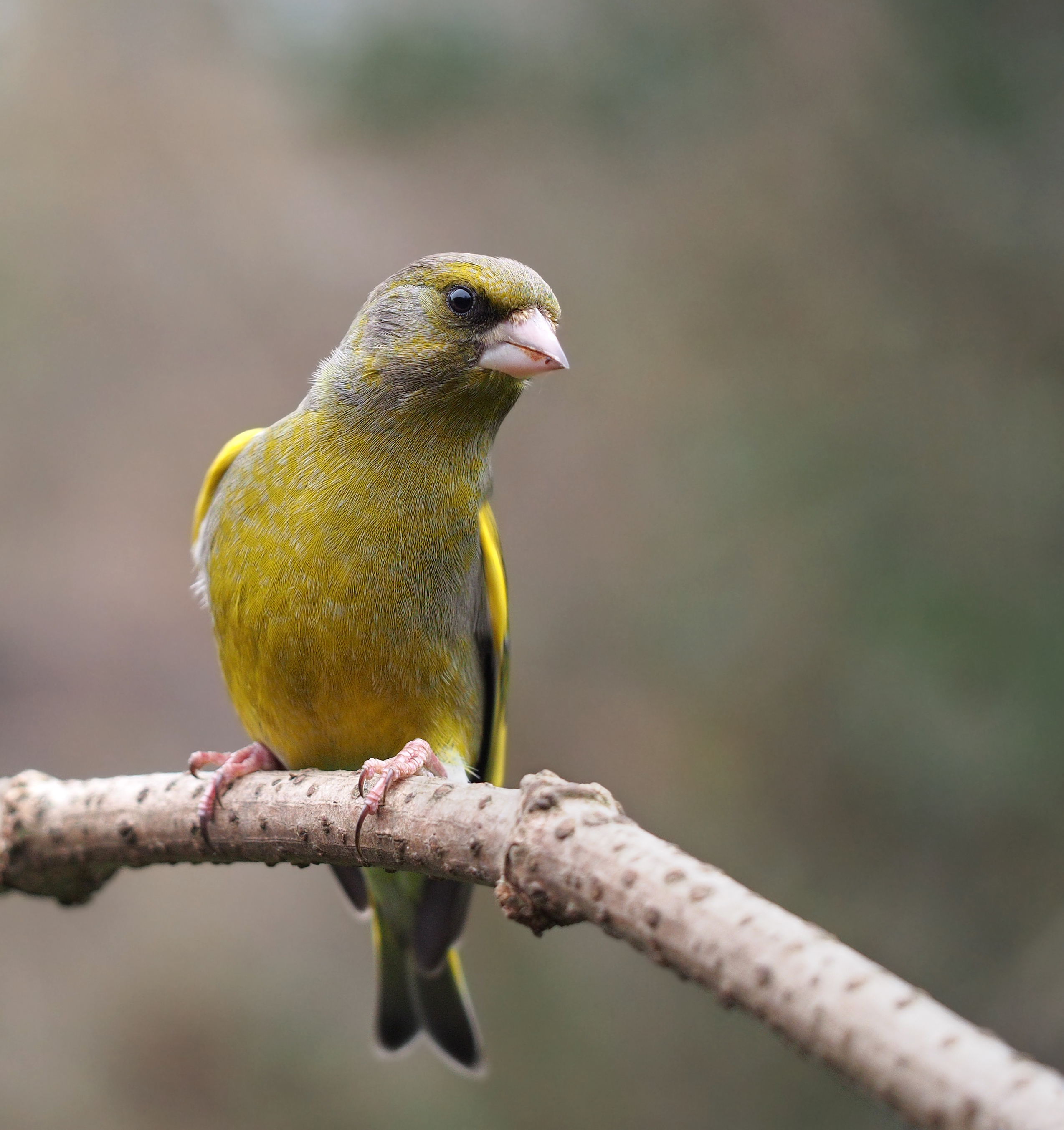
Verderón europeo (Chloris chloris)
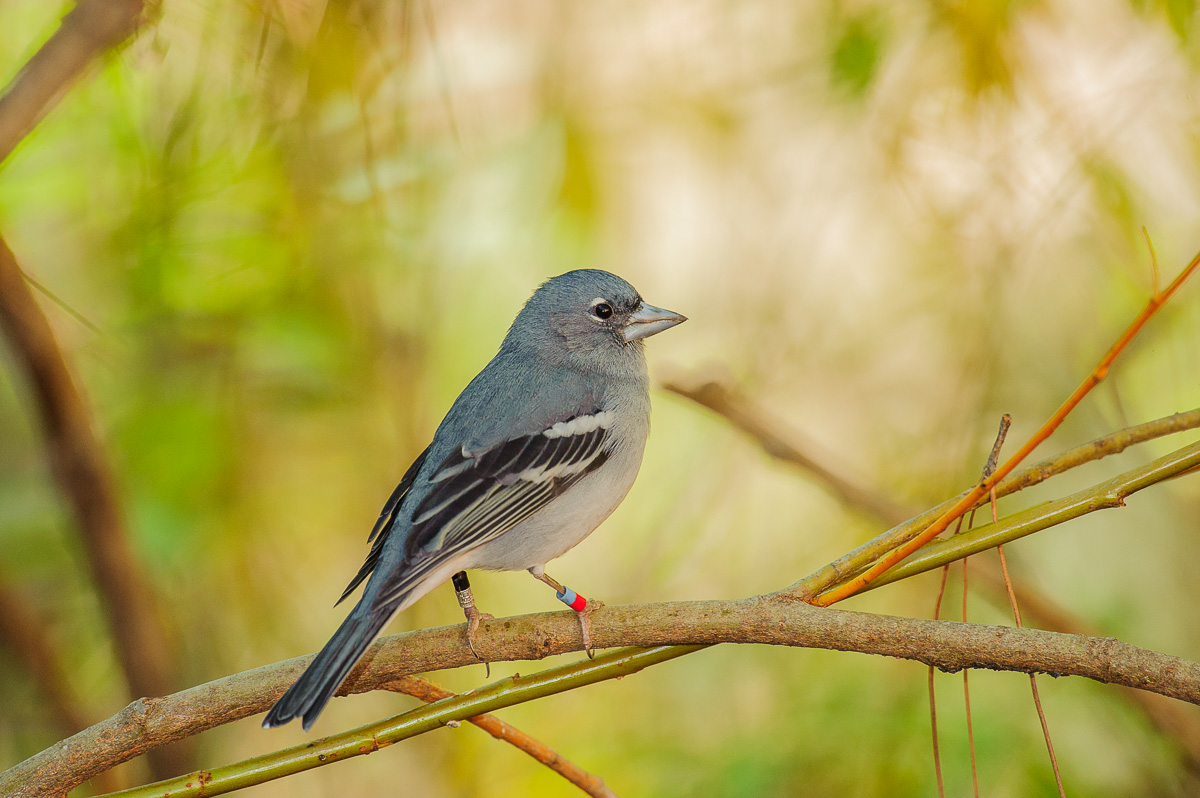
Pinzón azul de Gran Canaria (macho) (Fringilla polatzeki)
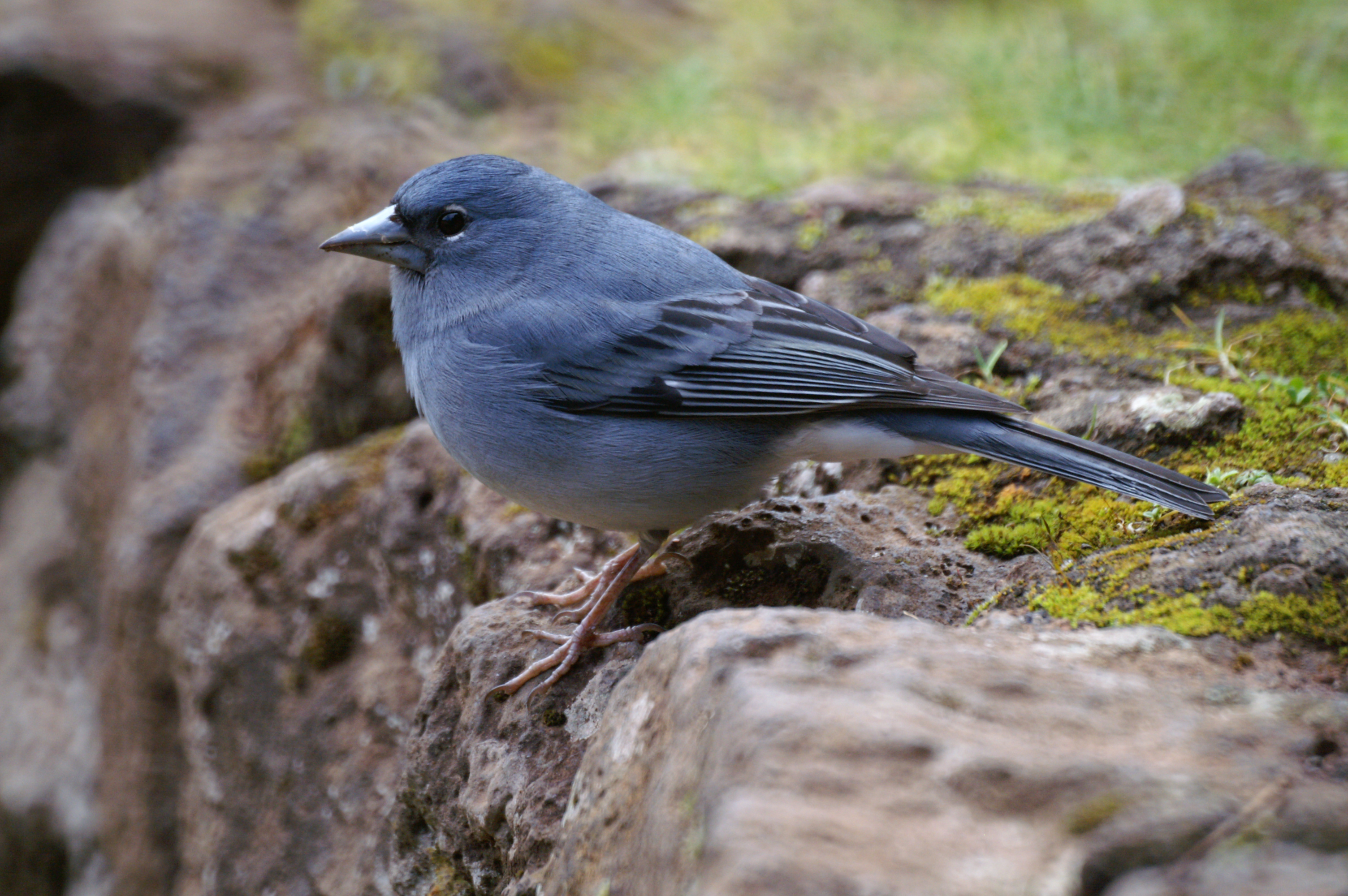
Pinzón azul de Tenerife (Fringilla teydea)
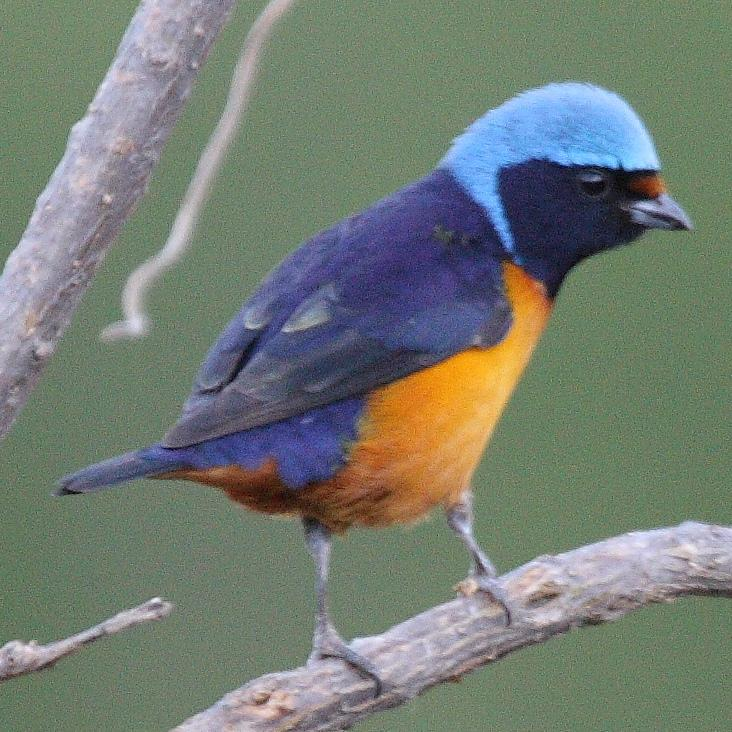
Eufonia de capucha azul (Euphonia elegantissima)
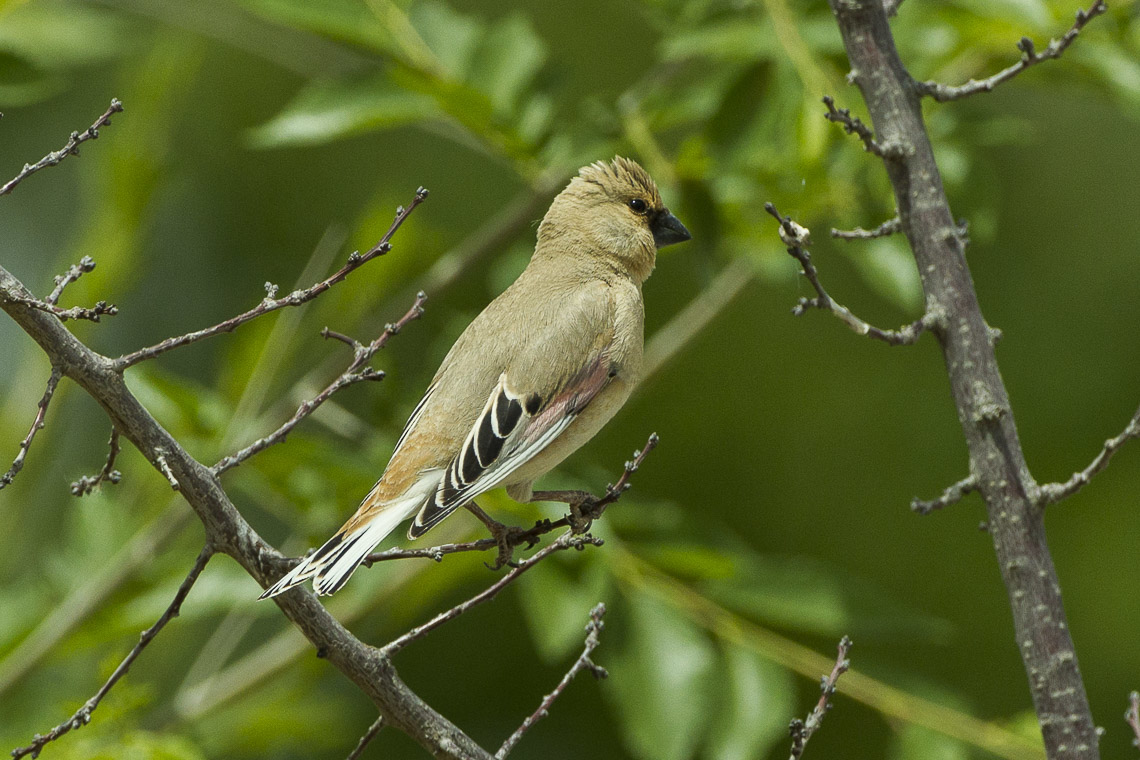
Camachuelo desertícola (Rhodospiza obsoleta)
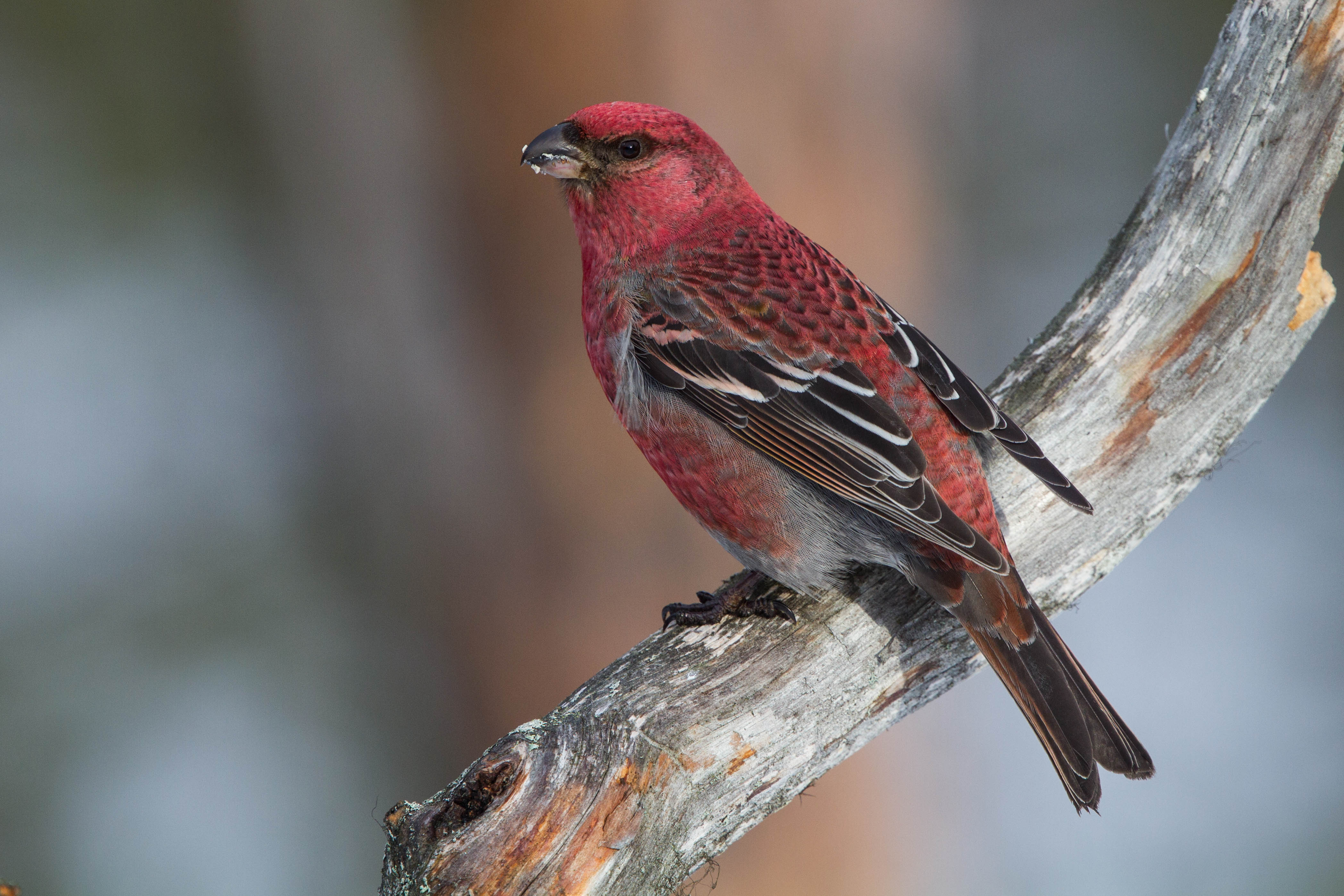
Camachuelo picogrueso (Pinicola enucleator)
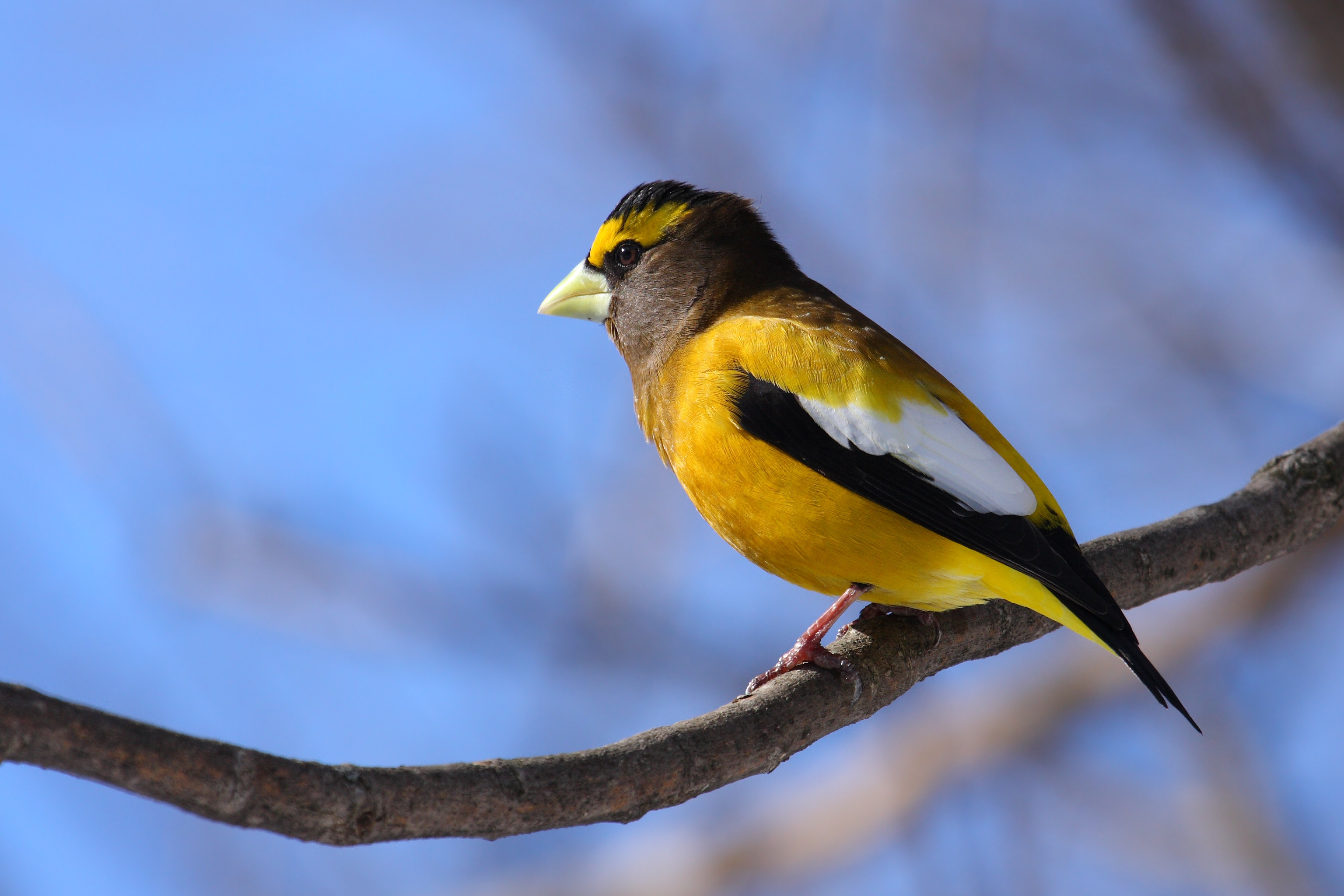
Picogordo vespertino (Hesperiphona vespertina)
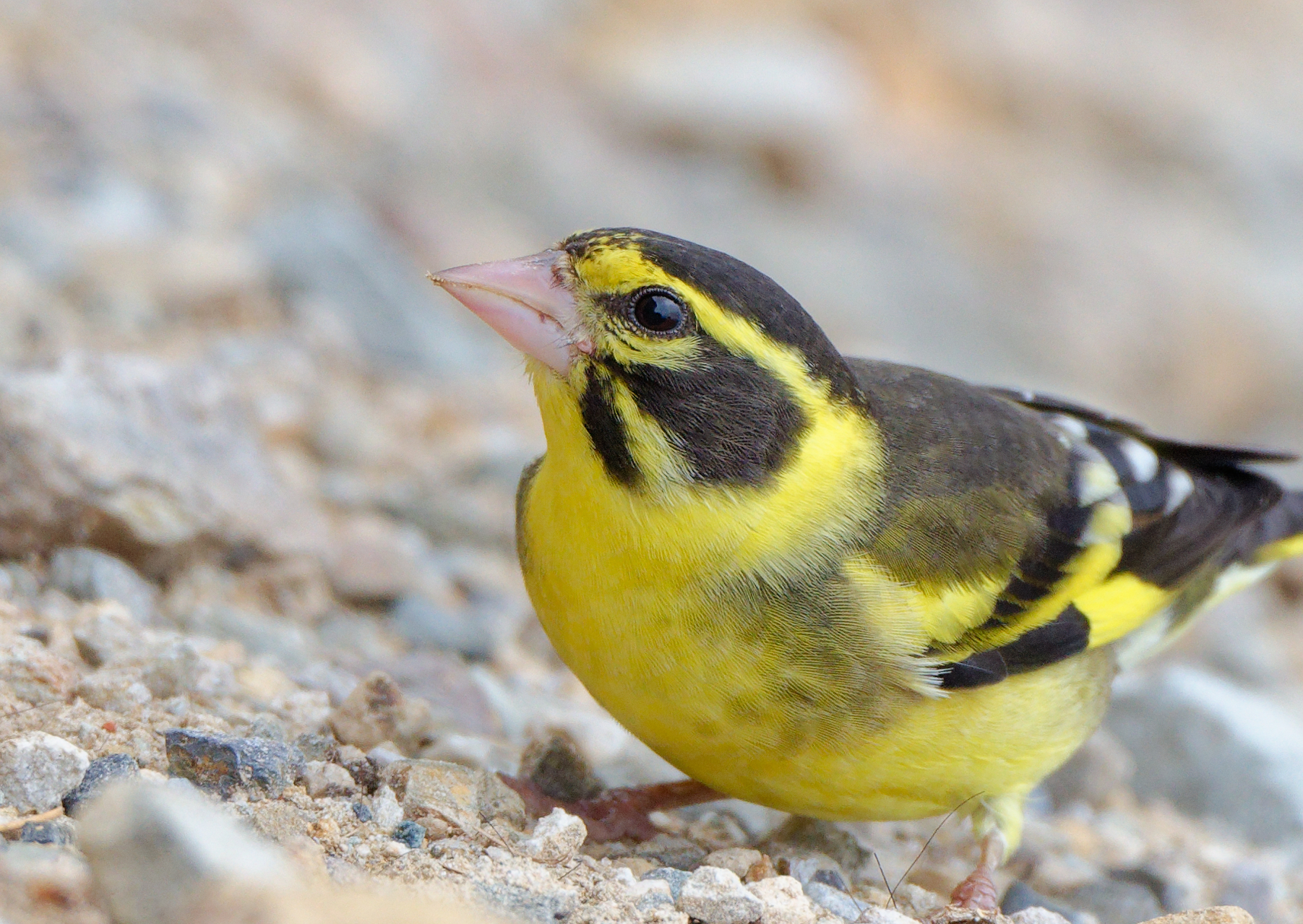
Verderón del Himalaya (Chloris spinoides)
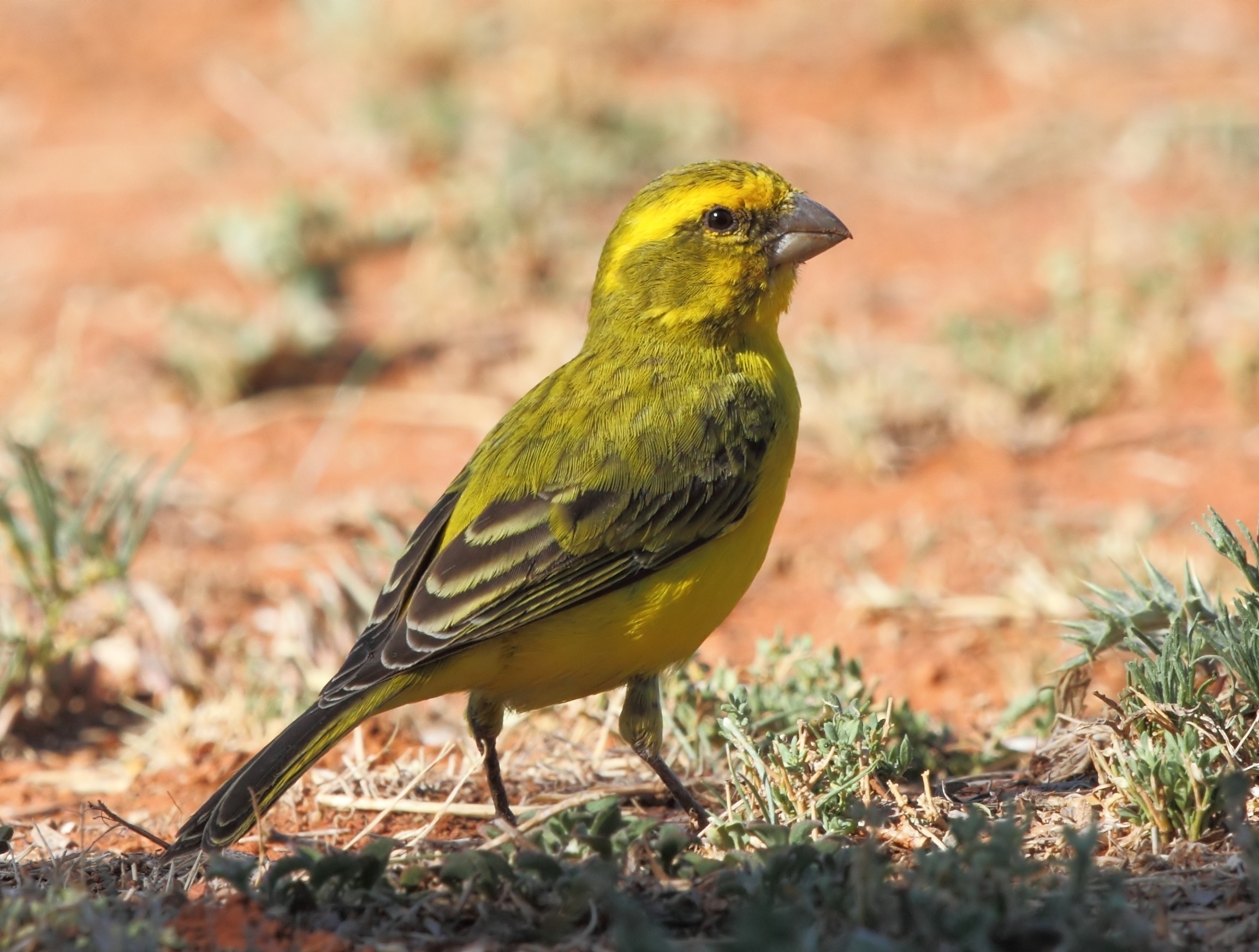
Canario de vientre amarillo (Crithagra flaviventris)
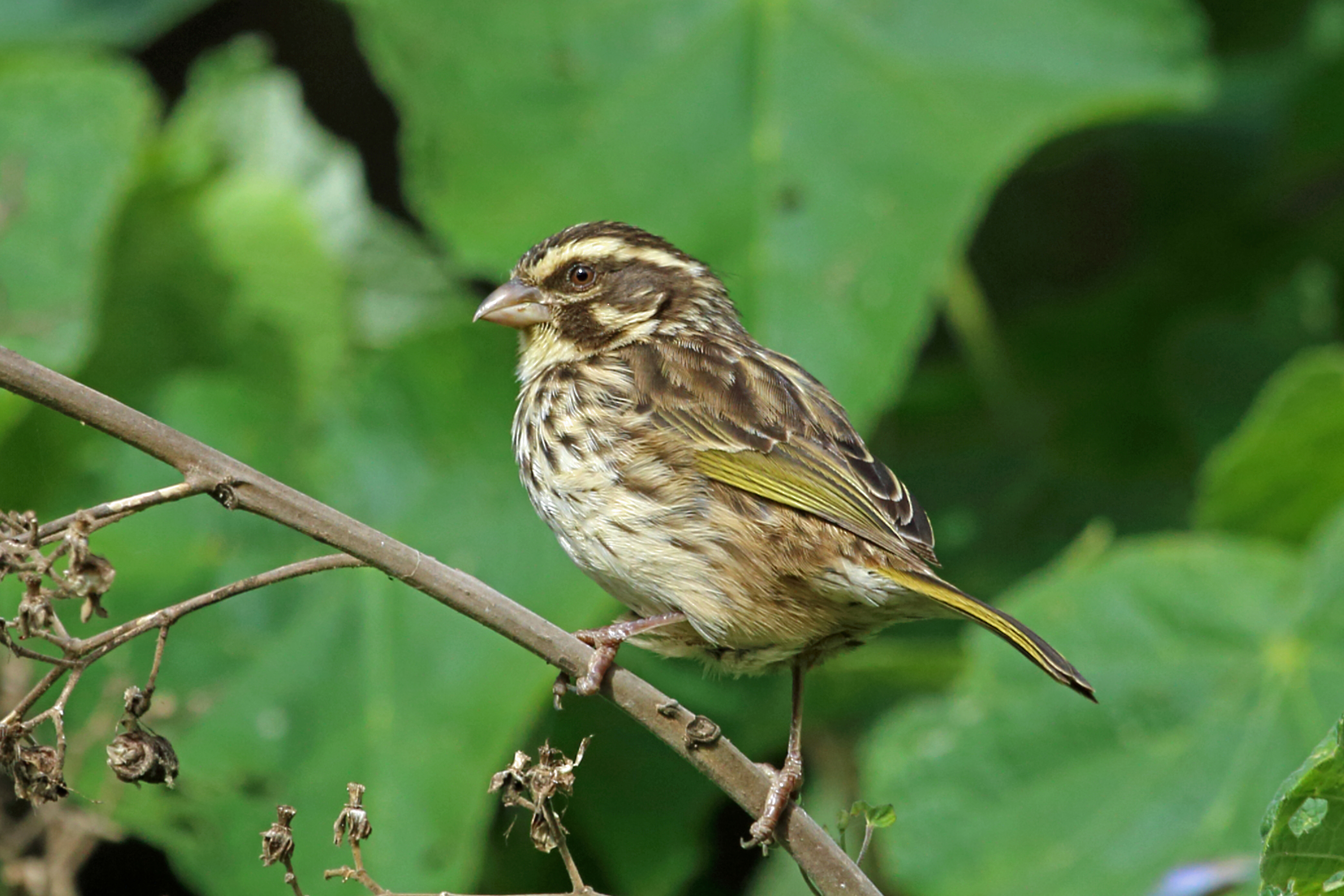
Serín estriado (Crithagra striolata)
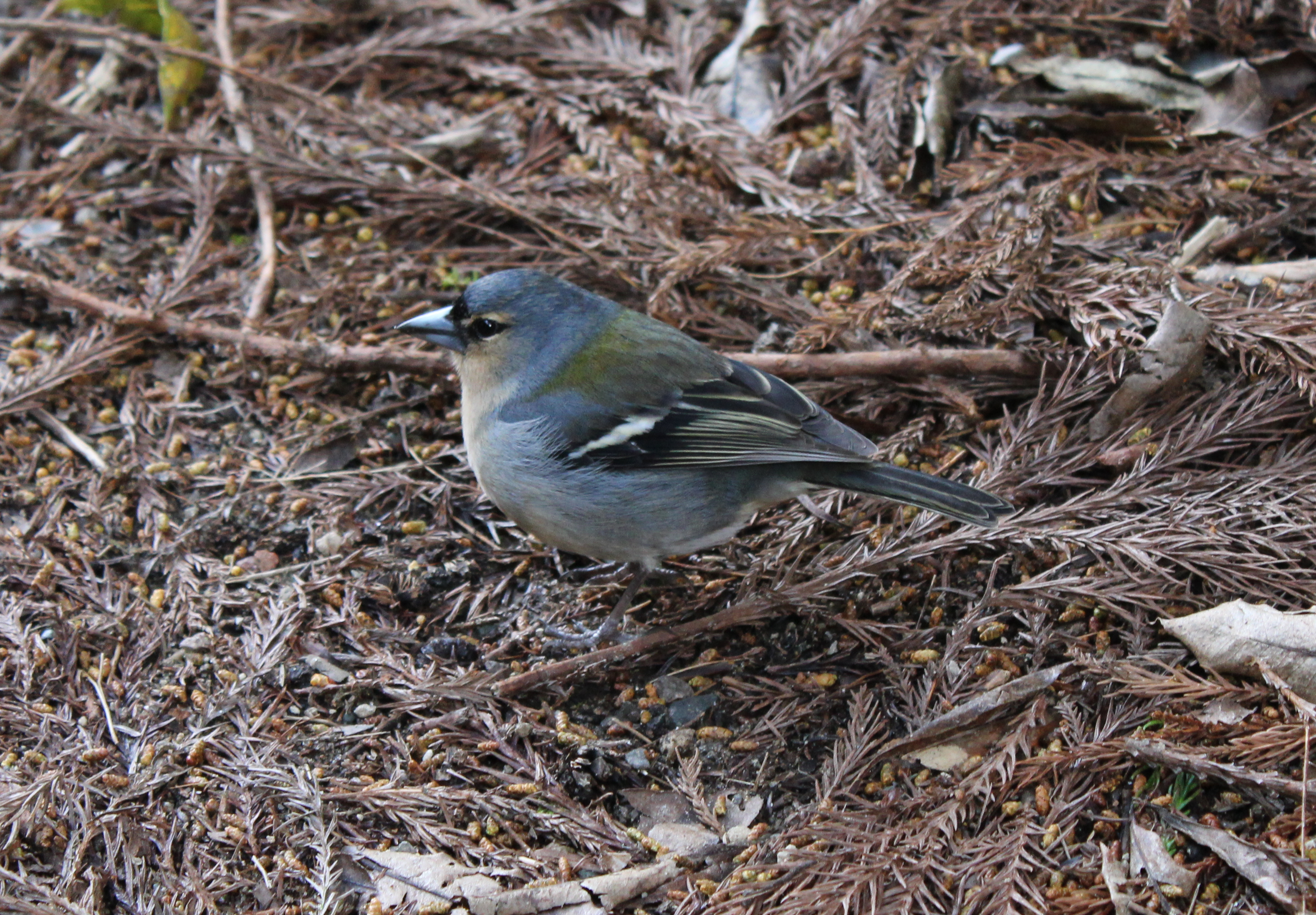
Pinzón de las Azores (Fringilla coelebs moreletti)